# ساموئل جانسون (مربی آمریکایی)
ساموئل جانسون (۱۴ اکتبر ۱۶۹۶ – ۶ ژانویه ۱۷۷۲) یک روحانی، مربی، زبان‌شناس، دائرةالمعارف‌نویس، مورخ و فیلسوف در آمریکای مستعمراتی بود. او از حامیان اصلی انگلیکانیسم و فلسفه‌های ویلیام ولاستون و جورج برکلی در مستعمرات به‌شمار می‌آمد. وی کالج آنگلیکان کینگز را تأسیس کرد و به عنوان اولین رئیس آن خدمت نمود، کالجی که پس از جنگ انقلاب آمریکا به دانشگاه کلمبیا تغییر نام داد. جانسون همچنین یکی از چهره‌های کلیدی عصر روشنگری آمریکا بود.